# Рождјаловице
Рождјаловице (чеш. Rožďalovice) град је у Чешкој Републици. Град се налази у управној јединици Средњочешки крај, у оквиру којег припада округу Нимбурк.

## Становништво
Према подацима о броју становника из 2014. године град је имао 1.626 становника.